# مطماطة (المغرب)
مطماطة قرية مغربية شمال المملكة، تنتمي إلى إقليم تازة الساحلي، شرقي مدينة فاس، تضم بلدة مطماطة 11.874 نسمة (إحصاء 2004).

## دواوير الجماعة
دوار الخميس سيدي عبد الجليل
دوار الزاوية
دوار عين السخون
دوار عين بوماساي